# 이리후네 가즈마
이리후네 가즈마(일본어: 入船 和真, 1986년 11월 15일 ~ )는 일본의 전 축구 선수이다.

## 구단 경력
과거 산프레체 히로시마, 도쿠시마 보르티스에서 활동하였다.